# Borgmestervangen
Borgmestervangen er en gade på Ydre Nørrebro i Mimersgadekvarteret. Borgmestervangen løber fra Nørrebrogade over Mimersgade og op til Mjølnerparken.
Gaden er opkaldt efter en vang, der tidligere lå på dette areal. Navnet har tilknytning til Rådmandsgade og er opkaldt efter området mellem Jagtvejen og Lersøen. ”Borgmester- og Råds Vangen” var udlagt som lønsupplement for Københavns borgmestre og rådmænd 1539-1795. Det var oprindelig en del af den nedlagte landsby Serridslevs bymark.
Flere af områdets smågader, bl.a. Borgmestervangen, Hothers Plads og Midgårdsgade, blev navngivet i 1926.
Ud mod Borgmestervangen ligger vestfløjene for hhv. A/B Lersøgaard og A/B Nørrebrohus. A/B Lersøgaard ligger i en mastodontisk beboelseskarré, som omkranser Hothers Plads. Den er opført 1926 i gule teglsten. Bygningen har nyklassicistiske elementer, er rost af arkitekter og tildelt høj bevaringsværdi. 
Borgmestervangens ene husrække med ret ensartet byggeri markerer afslutningen på Nørrebro. Den anden side er præget af lavt byggeri ud mod Nørrebrogade, Føtex’s parkeringsplads og det gamle DSB-areal. Fra Borgmestervangen er der mod vest flot udsigt over Mimersparken, det nyopførte Bispebjerg kollegium og Bispebjerg station samt Grundtvigskirken. Der er et værthus, en farvehandler og en butik med gaveartikler. 
Danica Pension har i 2014 planer om at bygge et 29 etager højt hus med studenterboliger på en grund bag Føtex på Borgmestervangen.